# Czismiena (stacja kolejowa)
Czismiena (ros. Чисмена) – stacja kolejowa w miejscowości Czismiena, w rejonie wołokołamskim, w obwodzie moskiewskim, w Rosji. Położona jest na linii Moskwa – Siebież.

## Historia
Stacja powstała na początku XX w. na linii moskiewsko-windawskiej pomiędzy stacjami Lesodołgorukowo i Wołokołamsk.